# Ian Garrison
Ian Garrison (* 14. April 1998 in Decatur, Georgia) ist ein US-amerikanischer Radrennfahrer.

## Sportliche Laufbahn
2016 errang Ian Garrison bei den Junioren-Straßenweltmeisterschaften Bronze im Einzelzeitfahren. 2017 erhielt er einen Vertrag des Teams Hagens Berman Axeon von Axel Merckx. Im selben Jahr wurde er Zweiter des Kattekoers, dem U23-Rennen von Gent–Wevelgem und gewann eine Etappe der Tour de Beauce, 2018 eine Etappe der Tour Alsace.
Im April 2019 belegte Garrison in der Gesamtwertung von Triptyque des Monts et Châteaux Rang zwei, nachdem er im Jahr zuvor Vierter geworden war. Im Juni wurde er nationaler U23-Meister im Einzelzeitfahren, eine Woche später wurde er ebenfalls US-amerikanischer Zeitfahrmeister der Elite. Im September des Jahres wurde er bei den Straßenweltmeisterschaften Vize-Weltmeister im Zeitfahren der U23.
Zum Jahr 2022 wechselte Garrison nach zwei Jahren in Europa bei Deceuninck-Quick-Step zum US-amerikanischen Continental Team L39ion of Los Angeles, um vorzugsweise Rennen in seinem Heimatland zu fahren. Ende des Jahres beendete er seine aktive Radsportlaufbahn.

## Familie
Der Bruder von Ian Garrison, Michael, ist ebenfalls als Radrennfahrer aktiv.

## Erfolge
2016
- Junioren-Weltmeisterschaft – Einzelzeitfahren
- eine Etappe Tour de l’Abitibi (Junioren)

2017
- eine Etappe Tour de Beauce

2018
- eine Etappe Tour Alsace

2019
- US-amerikanischer Meister – Einzelzeitfahren
- US-amerikanischer U23-Meister – Einzelzeitfahren
- U23-Weltmeisterschaft – Einzelzeitfahren

## Grand Tour-Platzierungen
| Grand Tour            | 2020 | 2021 |
| --------------------- | ---- | ---- |
| Giro d’ItaliaGiro     | –    | –    |
| Tour de FranceTour    | –    | –    |
| Vuelta a EspañaVuelta | 127  | –    |